# Nectandra venulosa
Nectandra venulosa là một loài thực vật thuộc họ Lauraceae. Đây là loài đặc hữu của Brasil.